# The Movie Song Album
The Movie Song Album è un album in studio del cantante statunitense Tony Bennett, pubblicato nel 1966.

## Tracce
1. Maybe September
2. Girl Talk
3. The Gentle Rain
4. Emily
5. The Pawnbroker
6. Samba de Orfeu
7. The Shadow of Your Smile
8. Smile
9. The Second Time Around
10. Days of Wine and Roses
11. Never Too Late
12. The Trolley Song